# Proposizione consecutiva in greco antico
La proposizione consecutiva del greco antico è una frase subordinata che esprime la conseguenza di ciò che è indicato nella reggente, esattamente come quella italiana.

## Formazione
Esprimono la conseguenza di ciò che è enunciato nella reggente, e sono anticipate da aggettivi e avverbi specifici come τοιοῦτος, τοσοῦτος, ἡλίκος, οὑτω(ς), ὥδε.
- Consecutive esplicite: sono introdotte da ὥστε, nella negazione con l'accompagnamento οὐ, e si rendono con i modi delle proposizioni dipendenti: indicativo per enunciare la realtà, la particella ἄν + ottativo per indicare la potenzialità nel presente, la particella ἄν + indicativo di un tempo storico per indicare l'irrealtà dell'azione. Le proposizioni relative con valore consecutivo hanno gli stessi modi delle altre consecutive esplicite, e possono avere nella negazione οὐ e μή.

- Consecutive implicite: esprimono la conseguenza pensata, ma non effettivamente accaduta, sono rese con le particelle ὥστε (+ μή per la negazione) in compagnia dell'infinito; se il soggetto della consecutiva è sottinteso, o se diverso da quello della reggente, è posto in accusativo. La consecutiva implicita si può esprimere anche senza verbo, soprattutto se ad essere sottinteso è il verbo εἰμί, si usa solo l'aggettivo o il sostantivo con le correlazioni οἷος + infinito, oppure il participio futuro sostantivato in relazione del complemento.